# Ветчак
Ветчак — деревня в Кстовском районе Нижегородской области. Входит в состав Новоликеевского сельсовета.
Деревня располагается на левом берегу реки Кудьмы.